# Walter Halbritter
Walter Halbritter (ur. 17 listopada 1927 w Hoym, pow. Aschersleben, zm. 11 kwietnia 2003) – niemiecki funkcjonariusz SED i wieloletni szef Urzędu ds. Cen NRD.

## Życiorys
Urodził się w rodzinie pracowników rolnych, uczęszczał do szkoły podstawowej (1934-1942) i przeszedł szkolenie pracownika administracji (1942-1944). Został powołany do Służby Pracy Rzeszy (Reichsarbeitsdienst, RAD) (1944) i Wehrmachtu (1944-1945). Przebywał w niewoli angielskiej w Szlezwiku-Holsztynie oraz Belgii (1945).
Po powrocie pracował jako robotnik rolny w Volpe (1946), i urzędnik (1946-1950). Wstąpił do SED (1946-) i FDJ (1948-1953). W Starostwie Powiatowym w Ballenstedt był statystykiem pow. (-1950). Po studiach w zakresie finansów w Niemieckiej Akademii Administracji (Deutsche Verwaltungsakademie – DVA) w Forst Zinna (1950-1951) pełnił funkcję kierownika działu w Głównym Zarządzie Budżetu w Ministerstwie Finansów NRD (1951-1954). Od 1954 był pracownikiem politycznym Komitetu Centralnego SED, od 1955 w charakterze instruktora, kier. Sektora (1957-1960), ostatnio zastępca kier. Wydziału Planowania, Finansów i Rozwoju Technicznego (1960-1961). W międzyczasie studiował na Uniwersytecie Humboldta (Humboldt-Universität) i Wyższej Szkole Ekonomicznej (Hochschule für Ökonomie) w Berlinie (1952-1957), uzyskując dyplom z ekonomii.
W latach był wiceministrem finansów (1961-1963), wiceprzewodniczącym Państwowej Komisji Planowania i przew. Komitetu ds. Pracy i Wynagrodzeń (-1965), oraz ministrem i szefem Urzędu ds. Cen przy Radzie Ministrów NRD (Ministerrat der DDR) (1965-1989).
Był członkiem KC SED (1967-1989), zastępcą członka Biura Politycznego KC SED (1967-1973), członkiem Prezydium Rady Ministrów NRD (1967-1989), i deputowanym do Izby Ludowej NRD (Volkskammer) (1967-1990).
W randze sekretarza stanu wspomagał premiera Hansa Modrowa w przygotowania rozmów przy Centralnym Okrągłym Stole i współpracował z Komitetem ds. Uchwał Ministerstwa Bezpieczeństwa Publicznego i powstałym na jego bazie Urzędem Bezpieczeństwa Narodowego (Amt für Nationale Sicherheit) (1989-1990).
Z racji sprawowanych funkcji był „skoszarowany” w partyjno-rządowym osiedlu kierownictwa NRD - Osiedlu Leśnym pod Bernau. Walter Halbritter został pochowany 28 kwietnia 2003 na cmentarzu w Seelow.